# Foster Island
Foster Island är en ö i Antarktis. Den ligger i havet utanför Östantarktis. Australien gör anspråk på området. Foster Island ligger i sjön Vetvistoe.